# Kajsa Kavat (bok)
Kajsa Kavat är en barnbok, skriven av Astrid Lindgren, som gavs ut 1950 av Rabén & Sjögren. Boken är illustrerad av Ingrid Vang Nyman och innehåller förutom berättelsen om Kajsa Kavat nio andra berättelser. Sex svenska kortfilmer bygger på bokens noveller. 
I originalutgåven ingick ytterligare en novell; Under körsbärsträdet, men den har uteslutits ur senare upplagor, förmodligen eftersom den ansetts kunna späda på fördomar om romer.

## Berättelser
- Kajsa Kavat
- Småländsk tjurfäktare
- Gull-Pian
- Lite om Sammelagust
- Nånting levande åt Lame-Kal
- Hoppa högst
- Stora syster och lille bror
- Pelle flyttar till Komfusenbo
- Märit
- Godnatt, herr luffare!

## Filmatiseringar
- Kajsa Kavat (1989), med bland andra Mathilda Lindgren, Majlis Granlund, Harriet Andersson och Birgitta Andersson.
- Gull-Pian (1988), med bland andra Zara Zetterqvist, Hanna Alström och Ewa Roos.
- Nånting levande åt Lame-Kal (1990), med bland andra Harald Lönnbro, Robert Sjöblom och Mona Malm.
- Hoppa högst (1989), med bland andra Lena T Hansson, Suzanne Reuter, Bertil Norström och Lissi Alandh.
- Pelle flyttar till Komfusenbo (1990), med bland andra Lena Endre och Krister Henriksson.
- Go'natt Herr Luffare (1988), med bland andra Björn Gustafson, Lena T. Hansson och Robert Broberg.